# Gradient (matematika)

Ukázka gradientu (modré vektory) pro dvě různá skalární pole (černá představuje vyšší hodnotu skalární funkce).

Gradient funkce f(x,y) = −(cos^{2}x + cos^{2}y)^{2} v trojrozměrném prostoru – nejdelší šipky značí největší růst, kratší šipky pomalejší.

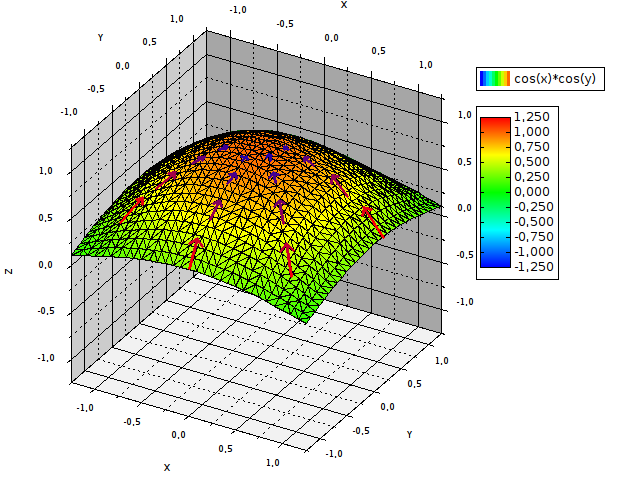
Gradient na 3D povrchu – červená šipka značí největší růst, modrá pomalejší, na vrcholu je růst i gradient nulový.

Gradient (spád) je diferenciální operátor, jehož výsledkem je vektorové pole vyjadřující směr a velikost největší změny skalárního pole.

## Definice
Operátor gradient je definován jako působení operátoru nabla na funkci {\displaystyle f:\mathbb {R} ^{3}\rightarrow \mathbb {R} }:
{\displaystyle \mathrm {grad} \,f=\nabla f={\begin{bmatrix}{\frac {\partial f}{\partial x}},{\frac {\partial f}{\partial y}},{\frac {\partial f}{\partial z}}\end{bmatrix}}}.
Nabla je diferenciální operátor, značí se symbolem {\displaystyle {\nabla }} (tj. symbolem nabla, názvu hebrejského strunného nástroje podobného tvaru), jakožto notací pro zkrácený zápis. Svým diferenciálním charakterem působí operátor napravo (tedy na symboly stojící napravo od něj), přičemž se projevuje jeho vektorový charakter. Zcela výjimečně se lze setkat také s tím, že je operátor nabla označován jako Hamiltonův operátor, neboť jej jako první používal sir William Rowan Hamilton. Označení Hamiltonův operátor (hamiltonián) je však téměř výhradně používáno pro operátor celkové energie v kvantové mechanice, který se od operátoru nabla zásadně liší.
V {\displaystyle n}-rozměrném prostoru lze operátor gradient vyjádřit působením operátoru nabla na funkci {\displaystyle f=f(x_{1},\ldots ,x_{n})}:
{\displaystyle \mathrm {grad} \,f=\nabla f=\sum \limits _{i=1}^{n}{{\frac {\partial f}{\partial x_{i}}}\mathbf {e} _{i}}=\left[{\frac {\partial f}{\partial x_{1}}},\ldots ,{\frac {\partial f}{\partial x_{n}}}\right]},
kde operátor nabla má tvar: {\displaystyle {\nabla }\equiv \left[{\frac {\partial }{\partial x_{1}}},\ldots ,{\frac {\partial }{\partial x_{n}}}\right]} a {\displaystyle \mathbf {e} _{i}} jsou vektory kanonické báze {\displaystyle \mathbb {R} ^{n}}.
Přestože je gradient definován v kartézských souřadnicích, jde o invariantní veličinu, která nezávisí na volbě souřadnicové soustavy. V souřadnicovém vyjádření je v daném místě gradientem vektor, jehož složky tvoří jednotlivé parciální derivace funkce vyjadřující dané skalární pole. Operátor gradientu lze aplikovat nejen na skalární funkce, ale také na vektory a tenzory. Aplikace operátoru gradientu na tenzor zvyšuje jeho řád o jedna.

## Vlastnosti
Jsou-li {\displaystyle \mathbf {F} }, {\displaystyle \mathbf {G} } vektorová pole, {\displaystyle f}, {\displaystyle g} funkce, {\displaystyle a}, {\displaystyle b} reálná čísla, potom operátor gradient splňuje následující rovnosti:
- Gradient je lineární vůči reálným číslům: {\displaystyle \nabla \left(af+bg\right)=a\nabla f+b\nabla g}.

- Gradient splňuje Leibnizovo pravidlo pro funkce: {\displaystyle \nabla \left(fg\right)=\left(\nabla f\right)g+f\nabla g}.

- Gradient skalárního součinu vektorů splňuje {\displaystyle \nabla \left(\mathbf {F} \cdot \mathbf {G} \right)=\nabla \mathbf {F} \cdot \mathbf {G} +\nabla \mathbf {G} \cdot \mathbf {F} ,} kde {\displaystyle \nabla \mathbf {F} } chápeme jako matici a výsledek jako sloupcový vektor.
- Gradient skalární funkce je v každém bodě kolmý na vrstevnici (nebo obecněji ekvipotenciální plochu) procházející tímto bodem.

## Vyjádření v různých soustavách souřadnic
Je-li {\displaystyle f} skalární pole v daných souřadnicích, pak platí:
Ve válcových souřadnicích:
{\displaystyle \nabla {f}={\partial f \over \partial r}{\boldsymbol {\vec {r}}}+{1 \over r}{\partial f \over \partial \varphi }{\boldsymbol {\vec {\varphi }}}+{\partial f \over \partial z}{\boldsymbol {\vec {z}}}}.
Ve sférických souřadnicích:
{\displaystyle \nabla {f}={\partial f \over \partial r}{\boldsymbol {\vec {r}}}+{1 \over r}{\partial f \over \partial \theta }{\boldsymbol {\vec {\theta }}}+{1 \over r\sin \theta }{\partial f \over \partial \varphi }{\boldsymbol {\vec {\varphi }}}}.
V obecných ortogonálních souřadnicích má gradient s využitím Laméových koeficientů {\displaystyle h_{1}},{\displaystyle h_{2}},{\displaystyle h_{3}} tvar:
{\displaystyle \nabla {f}={\frac {1}{h_{1}}}{\partial f \over \partial x_{1}}{\boldsymbol {\vec {x}}}_{1}+{\frac {1}{h_{2}}}{\partial f \over \partial x_{2}}{\boldsymbol {\vec {x}}}_{2}+{\frac {1}{h_{3}}}{\partial f \over \partial x_{3}}{\boldsymbol {\vec {x}}}_{3}}.

## Užití
Často se používá záporně vzatý gradient, který míří směrem největšího poklesu skalárního pole. V matematice se používá k numerickému nalezení extrémů funkce více proměnných (metoda největšího spádu). V aplikacích se záporně vzatý gradient využívá v konstitutivních zákonech, kde vyjadřuje podnět dávající do pohybu tok fyzikálního pole (například tok tepla z místa o větší teplotě do místa o menší teplotě).